# VW EA898
Der VW EA898 (EA = Entwicklungsauftrag) ist eine Dieselmotoren-Baureihe der Volkswagen AG mit acht Zylindern. Die Motorengeneration mit Common-Rail-Einspritzung wurde von 2016 bis 2020 in verschiedenen Fahrzeugen des Volkswagen-Konzerns verwendet und ist Nachfolger des V8-4.2 TDI. Im Vergleich zum Vorgänger-V8 sank der spezifische Kraftstoffverbrauch um bis zu 30 Prozent. Entwickelt wurde der V8-TDI von Audi. Er wurde zum Ende des Jahres 2020 aus dem Programm genommen.

## Technik

### Grundmotor
Der Hubraum des Achtzylinder-V-Motors beträgt 3956 cm³ mit einer Bohrung von 83 mm und einem Hub von 91,4 mm, bei einem Zylinderabstand von 90 mm. Die Verdichtung beträgt 16,0. Der V-Winkel beträgt 90°. Die Aluminium-Kolben haben eine Laser-Muldenrandumschmelzung. Das Kurbelgehäuse des Motors ist als Grauguss (GJV450) ausgeführt.
Die Steuerung des Ladungswechsels erfolgt über vier Ventile pro Zylinder (Vierventiltechnik) und vier obenliegende, von einer Steuerkette angetriebene Nockenwellen.
In der 320-kW-Variante wiegt der Motor nach DIN-Norm 266,5 kg.

### Aufladung und Abgas
Der Motor verfügt über zwei wassergekühlte Abgasturbolader von Honeywell (GTD 2056) mit variabler Turbinengeometrie. Die Verstellung der Leitschaufeln übernimmt ein Elektromotor. Die Aufladegruppe ist als sequenzieller Biturbo ausgeführt. Bis zu einer Motordrehzahl von 2200 min−1 befindet sich der Motor im Monoturbobetrieb, das heißt der erste Turbolader wird permanent mit dem Abgasmassenstrom des ersten Auslassventils aller Zylinder beaufschlagt, der zweite Turbolader ist nicht aktiv. Dabei erfolgt der Ladungswechsel also nur über zwei Einlass- und ein Auslassventil pro Zylinder, das zweite Auslassventil ist über das sogenannte Audi Valvelift System deaktiviert. Bei höheren Motordrehzahlen werden schrittweise weitere Auslassventile geöffnet und der zweite Turbolader wird mit dem Abgas der jeweils zweiten Auslassventile beaufschlagt. Ab 2700 min−1 findet der Ladungswechsel vollständig über alle vier Ventile pro Zylinder statt und der Motor befindet sich im Biturbobetrieb. Die beiden Turbolader sind im heißen Innen-V des Motors angeordnet. Die maximale Abgastemperatur beträgt 860 °C.
Die verdichtete Frischluft wird über zwei Ladeluftkühler gekühlt, einen auf der linken und einen auf der rechten Fahrzeugseite.
Eine Motorvariante besitzt zusätzlich noch einen elektrisch angetriebenen Verdichter (EAV) des Automobilzulieferers Valeo. Der EAV kommt im unteren Drehzahlbereich zum Einsatz, um für einen schnelleren Ladedruck- und Drehmomentaufbau zu sorgen. Hierzu ist der EAV nach dem Ladeluftkühler auf der linken Fahrzeugseite motornah in das Luftsystem integriert und kann über eine pneumatische Bypassklappe betriebspunktabhängig eingebunden werden. Die Leistungsaufnahme des EAV beträgt bis zu 7 kW, weshalb der EAV seine Energie aus einem 48-Volt-Bordnetz bezieht. Die maximale Drehzahl des EAV beträgt 70.000 min−1 bei einer maximalen Hochlaufzeit von 250 ms. Der wassergekühlte EAV besteht aus einem Gehäuse für den Verdichter und den Elektromotor sowie einem eigenen Gehäuse für die Elektronik.
Die gesamte Abgasnachbehandlung erfolgt motornah im Innen-V des Motors, um thermische Verluste im Abgas gering zu halten. Wenige cm nach den Turbinen der Abgasturbolader ist ein NOC (NOx-Oxidationskatalysator) mit einem Volumen von 2,37 l angeordnet, anschließend wird mit einem wassergekühlten SCR-Dosiermodul die zur Reinigung der Stickoxide benötigte Harnstofflösung AdBlue zudosiert. Minimaler Abstand zu den reinigenden Bauteilen ist ein Schlüsselfaktor zur stabilen Abgasreinigung, um die RDE sicher zu erfüllen. Im Stadtverkehr mit geringen Lasten sorgt der Speicherkat für geringe NOx-Emissionen, Überland und auf der Autobahn arbeitet das SCR-System. Somit ist der Reinigungsprozess im gesamten Kennfeld gegeben. Nach einer kurzen Mischstrecke folgt ein SCR-beschichteter Dieselpartikelfilter (sDPF) mit einem integrierten Sperrkatalysator (Volumen 5,0 l). Weiterhin verfügt der Motor über eine gekühlte Niederdruck-Abgasrückführung (AGR). Das Abgas der Niederdruck-AGR wird dabei hinter dem Partikelfilter entnommen, gekühlt und vor dem Verdichter wieder eingeleitet.

### Einspritzung
Die Common-Rail-Einspritzung arbeitet mit einem Kraftstoffdruck bis zu 2500 bar. Die Achtloch-Piezoinjektoren, deren Mengengenauigkeit und feineres Spritzbild bei jedem Injektorhub im Vergleich zum Vorgängermotor deutlich angestiegen sind, und die Hochdruckpumpe, eine CP4-Einstempelpumpe, stammen von der Firma Bosch. Die aktuellen Injektoren verbessern sowohl den Verbrauch als auch den Abgasausstoß.

## Versionen
| Hersteller                                                                        | Baureihe            | Bauzeitraum     |
| --------------------------------------------------------------------------------- | ------------------- | --------------- |
| Leistung: 310 kW (422 PS) bei 3500–5000/min, Drehmoment: 850 Nm bei 1000–3250/min |                     |                 |
| Porsche                                                                           | Porsche Panamera II | 11/2016–08/2017 |
| Leistung: 310 kW (422 PS) bei 3500–5000/min, Drehmoment: 900 Nm bei 1250–3250/min |                     |                 |
| Volkswagen                                                                        | VW Touareg III      | 05/2019–09/2020 |
| Leistung: 320 kW (435 PS) bei 3750–5000/min, Drehmoment: 900 Nm bei 1000–3250/min |                     |                 |
| Audi                                                                              | Audi SQ7 1          | 05/2016–06/2018 |
| Bentley                                                                           | Bentley Bentayga 1  | 02/2017–08/2019 |
| Leistung: 320 kW (435 PS) bei 3750–4750/min, Drehmoment: 900 Nm bei 1200–3250/min |                     |                 |
| Audi                                                                              | Audi SQ7 1          | 09/2019–09/2020 |
| Audi                                                                              | Audi SQ8 1          | 07/2019–09/2020 |
| Audi                                                                              | Audi A8 D5 1        | 12/2019–09/2020 |